# Ministère public du Brésil
Le ministère public du Brésil, en portugais Ministério Público no Brasil, est l'organisation chargée du rôle de procureur au Brésil. Elle assure cette fonction à la fois au niveau des États et au niveau fédéral.

## Historique

### Brésil colonial
Sous le régime colonial portugais, aucune institution ne représente le ministère public. Toutefois les Ordonnances manuélines de 1521 évoquent déjà des postes de procureurs, ainsi que les Ordonnances philippines de 1603. Ceux-ci ont pour rôle de contrôler l'application de la loi et d'organiser les poursuites pénales.

### Empire du Brésil

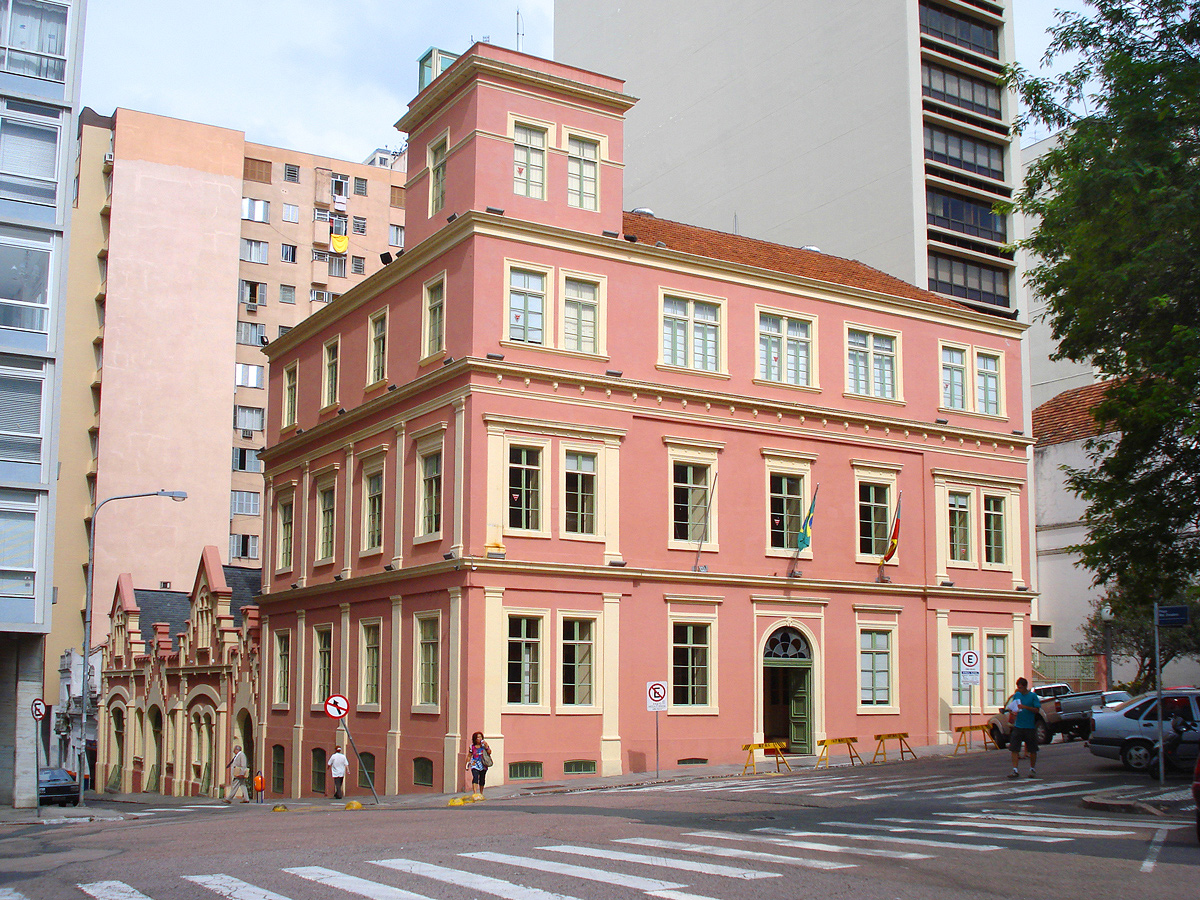
Siège du Ministère public d'État à Porto Alegre.

En 1832, après la création de l'empire du Brésil, est adopté le « Código de Processo Penal do Império », c'est-à-dire le code pénal impérial. Ce dernier systématise l'action du ministère public. La constitution de 1824 établissait déjà, huit ans auparavant, que, « dans les jugements des crimes dont la poursuite n'appartient pas à la Chambre des députés, le procureur de la Couronne et de la Souveraineté nationale exerce les poursuites ».

### Débuts sous la République
Peu après la proclamation de la république en 1889, le ministère public est défini par le décret n° 848 du 11 septembre 1890. Ce décret précise, dans l'article 24, au paragraphe c, que le procureur général est nommé directement par le président de la république et que son rôle est de « se conformer aux ordres du gouvernement de la République concernant l'exercice de ses fonctions [ainsi que de] promouvoir le bien des droits et intérêts de l'Union ». La constitution de 1891 ne fait pas expressément référence au ministère public, mais prévoit la sélection du procureur général de la République et son initiative dans la révision pénale.

### Évolution jusqu'en 1988
La constitution de 1934 (pt) institutionnalise le ministère public dans le chapitre Agences de coopération et  prévoit une loi fédérale sur l'organisation du ministère public fédéral. Trois ans plus tard, la constitution de 1937 (pt) n'évoque pas expressément le ministère public, contrairement à celle de 1946 (pt) qui y consacre les articles 125 à 128.
En 1951, la loi fédérale n° 1341 crée le ministère public fédéral, divisé en ministères publics fédéral, militaire, électoral et prudhommal. À cette date, le ministère public est subordonné au pouvoir exécutif. En 1981, la loi complémentaire n° 40 prévoit le statut du ministère public, établissant des garanties, des devoirs et des interdictions pour les membres de cet organe. En 1985, la loi n° 7347 sur l'action civile publique élargit considérablement le champ d'action du ministère public en lui attribuant le rôle de défenseur des intérêts diffus et collectifs. Son action quitte donc le strict droit pénal pour s'élargir à toutes les branches du droit.
La constitution de 1967 fait expressément référence au ministère public dans le chapitre consacré au pouvoir judiciaire. Le principe d'indépendance du ministère public est alors esquissé. Mais il est peu respecté par le procureur ; et l'amendement de 1969 (pt) déplace le ministère public dans le giron du pouvoir exécutif,.

### Constitution de 1988

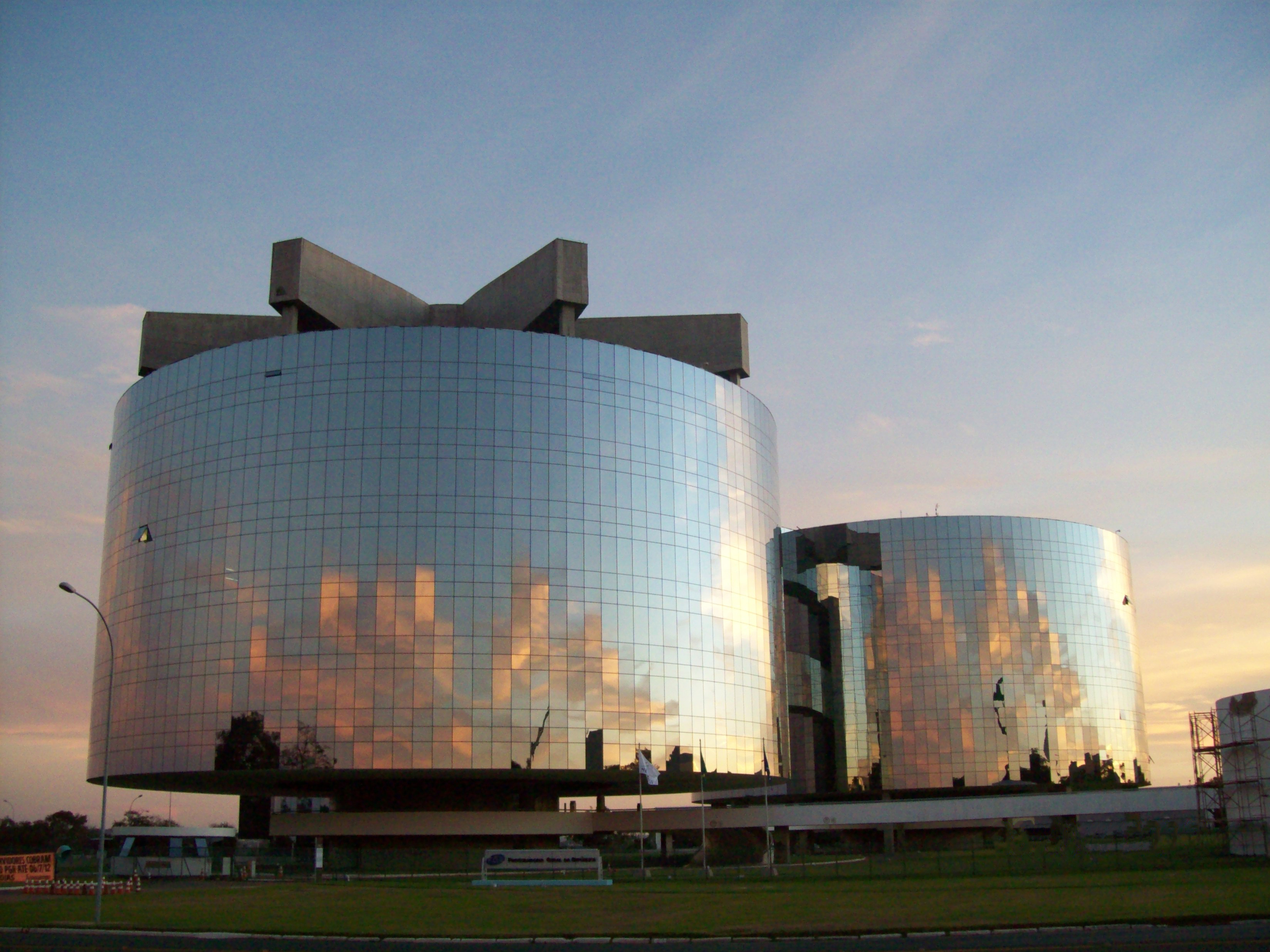
Le siège fédéral du Ministère public, bâtiment d'Oscar Niemeyer.

Enfin, la Constitution de 1988, par son article 129, définit le ministère public comme une institution permanente chargée de défendre l'ordre juridique, le système démocratique et les intérêts sociaux et individuels inaliénables ; plus généralement, il constitue systématiquement la partie civile d'un règlement judiciaire, et plus spécialement quand la victime est en incapacité de se représenter elle-même.
Dans le domaine civil, le ministère public acquiert de nouvelles compétences — notamment environnement, patrimoine de consommation, historique, touristique et paysager ; personnes handicapées ; enfants et adolescents, communautés autochtones et minorités éthico-sociales — ce qui lui donne un statut de médiateur de la société brésilienne, comparable notamment aux fonctions de l'Ombudsman en Suède, du Parliamentary and Health Service Ombudsman (en) en Angleterre, du médiateur de la République en France ou du défenseur du peuple en Espagne,.

## Fonctionnement
Le Ministère public est une institution indépendante des trois pouvoirs exécutif, législatif et judiciaire. Cette indépendance es à la fois fonctionnelle, administrative et financière, afin de respecter l'indépendance nécessaire à l'accomplissement de cette tâche. À ce titre, il est parfois considéré comme le « quatrième pouvoir » de l'État brésilien.